# 2267 Аґассіз
2267 Аґассіз (1977 RF, 1933 BB1, 1973 FJ1, 1976 JB, 2267 Agassiz) — астероїд головного поясу.
Тіссеранів параметр щодо Юпітера — 3,639.